# Western Climate Initiative

Le Western Climate Initiative
Membres participants
Membres participants inactifs

Le Western Climate Initiative, Inc. (WCI) est une collaboration d'États américains et de provinces canadiennes créée en février 2007. Elle a notamment pour objectif de réduire les émissions de gaz à effet de serre.

## Objectifs
L'initiative du WCI vise à développer un marché du carbone nord-américain afin de réduire les émissions de gaz à effet de serre relâchées dans l'atmosphère. La WCI a pour objectif une réduction de 15 % des émissions de gaz à effet de serre en 2020, par rapport à l'année de référence de 2005.
Selon un plan publié le 23 juillet 2008, la coalition devrait commencer ses échanges dans le cadre d'un mécanisme de plafonnement et d'échanges (cap and trade) en 2012. La phase initiale concernerait les émissions industrielles, alors que le secteur du transport et des combustibles serait ajouté en 2015.

## Historique
Le WCI a été fondé par le gouverneur de la Californie Arnold Schwarzenegger. L'initiative regroupe originellement les États américains de l'Arizona, de la Californie, du Nouveau-Mexique, de l'Oregon, et de Washington afin d'apporter une initiative régionale aux problèmes posés par les changements climatiques. Le WCI est le plus grand partenariat vert d’Amérique du Nord.
Au printemps 2007, le gouverneur de l'Utah ainsi que les premiers ministres canadiens de la Colombie-Britannique et du Manitoba se sont joints à l'initiative. La Saskatchewan y figure comme observateur.
Le Montana, s'est joint à l'initiative en janvier 2008.
Le premier ministre du Québec, Jean Charest, a annoncé le 18 avril 2008, à l'université Yale, que la province se joignait à la Western Climate Initiative sur la réduction des gaz à effet de serre, alors qu'elle figurait auparavant en tant qu'observateur.
L'Ontario s'est joint à l'initiative le 18 juillet 2008, lors du Conseil de la fédération des provinces canadiennes. Parmi les autres mesures pour réduire les GES, le gouvernement ontarien souhaite établir un partenariat avec le Québec pour mettre en place un système de plafonnement et d’échange des droits d’émissions, qui serait un système régional pour les émissions de GES qui peuvent se relier à d’autres systèmes d’échange.

## États membres
- États américains
  - Arizona (retrait en février 2010 à la suite d'un ordre exécutif de la gouverneur Jan Brewer)
  - Californie
  - Montana
  - Nouveau-Mexique
  - Oregon
  - Utah
  - Washington
- Provinces canadiennes
  - Colombie-Britannique
  - Manitoba
  - Ontario
  - Québec